# Airness
Airness est une marque française d'équipementier sportif, fondée en 1999 à Saint-Denis (Seine-Saint-Denis) par Malamine Koné.

## Historique
Malamine Koné, boxeur des années 1990 surnommé la panthère, créé la marque Airness dans les mois qui suivent la victoire de l'équipe de France à la Coupe du monde 1998. Inspiré par de récentes marques développées dans le milieu du rap comme M.Dia, Bullrot ou Com8, il utilise la panthère comme emblème et démarche les équipementiers existants pour vendre sa marque. Le magasin Sport 2000 d'Aulnay-sous-Bois lui offre sa chance et voit les produits Airness se vendre rapidement.
Ami de Steve Marlet, Malamine Koné convainc le joueur de l'AJ Auxerre de porter sa marque. À Auxerre, Koné découvre Olivier Kapo et Djibril Cissé, la première égérie de la marque. Il convainc plusieurs noms du football français comme Marouane Chamakh, Shabani Nonda, Daniel Van Buyten ou encore Bernard Mendy, qui ont un contrat avec un autre équipementier, de signer avec Airness pour porter la marque dans la vie de tous les jours, hors des matchs.
En 2003, Airness passe un partenariat avec le Groupe Hamelin pour proposer des agendas et des cartables aux couleurs de la marque. Fort du succès de ces produits, la marque de Malamine Koné devient équipementier du Stade rennais Football Club pour la saison 2004-2005, s'associant avec Uhlsport. Au milieu des années 2000, la marque connaît une forte croissance et multiplie les partenariats.
En 2010, le tribunal de grande instance de Paris condamne la société à payer 15 000 € de dommages et intérêts à la marque Cikatrice pour des faits de contrefaçons de droit d'auteur et de concurrence déloyale,.
Aujourd'hui, la partie textile de la marque Airness est récupérée par l'entreprise Dutexdor (création, fabrication, distribution) qui en est le licencié exclusif.[réf. nécessaire]

## Équipementier officiel
De nombreux clubs ont ou ont eu dans le passé Airness comme équipementier sportif officiel, dont :
- Toulouse Football Club (football) (2008-2011)
- LOSC Lille (football) (2006-2008)
- AJ Auxerre (football) (2007-2017)
- Football Club de Nantes (football) (2005-2008)
- Valenciennes FC (football) (2005-2007)
- Stade rennais Football Club (football) (2004-2007)
- SLUC Nancy (basket-ball) (2006-2015)
- Fulham Football Club (football) (2006-2007)
- KRC Genk (football) (2006-2009)
- Équipe du Mali de football
- Équipe de République démocratique du Congo de football (2006-2009)
- Équipe du Congo de football (2006-2007)